# 乌韦·卡格尔曼
乌韦·卡格尔曼（德語：Uwe Kagelmann，1950年9月6日—），德国男子花样滑冰运动员。他曾代表东德参加1972年和1976年冬季奥林匹克运动会花样滑冰比赛，获得二枚铜牌。